# Radames Pera
Radames Pera (New York, 14 settembre 1960) è un attore statunitense.

## Biografia
Figlio dell'attrice Lisa Pera, Radames iniziò la sua carriera nel 1969, interpretando il ruolo di Stavros nel film drammatico La stirpe degli dei, a fianco di Anthony Quinn e Irene Papas. È noto principalmente per il ruolo del giovane Kwai Chang Caine nella serie televisiva Kung Fu, che ricoprì tra il 1972 e il 1975.
Altro ruolo di rilievo fu quello di John Sanderson Jr., figlio adottivo del signor Edwards (Victor French) e primo amore di Mary Ingalls (Melissa Sue Anderson), nella serie televisiva della NBC, La casa nella prateria.
Pera si ritirò dalle scene verso la fine degli anni ottanta, dopo essere apparso come guest star in serie televisive, come Tre nipoti e un maggiordomo, Mistero in galleria, Una famiglia americana, Lassie, A tutte le auto della polizia, Hawaii Squadra Cinque Zero, Marcus Welby e Project UFO.

## Filmografia

### Cinema
- La stirpe degli dei (A Dream of Kings), regia di Daniel Mann (1969)
- Alba rossa (Red Dawn), regia di John Milius (1984)
- Mojo Tango, regia di Jonny Stranger (2010)

### Televisione
- Medical Center – serie TV, 1 episodio (1969)
- The Red Skelton Show – serie TV, 1 episodio (1969)
- The Bill Cosby Show – serie TV, 1 episodio (1970)
- Tre nipoti e un maggiordomo (Family Affair) – serie TV, episodio 5x18 (1971)
- Dan August – serie TV, 1 episodio (1971)
- Una sera a San Francisco (Incident in San Francisco), regia di Don Medford – film TV (1971)
- Los Angeles: ospedale nord (The Interns) – serie TV, 2 episodi (1970-1971)
- Cannon – serie TV, 1 episodio (1971)
- Mistero in galleria (Night Gallery) – serie TV, 1 episodio (1971)
- Gidget Gets Married, regia di E.W. Swackhamer – film TV (1972)
- Una famiglia americana (The Waltons) – serie TV, 1 episodio (1972)
- Lassie – serie TV, 3 episodi (1972-1973)
- Marcus Welby (Marcus Welby, M.D.) – serie TV, 2 episodi (1972-1973)
- Kung Fu – serie TV, 47 episodi (1972-1975)
- A tutte le auto della polizia (The Rookies) – serie TV, 1 episodio (1973)
- Hawaii Squadra Cinque Zero (Hawaii Five-O) – serie TV, 1 episodio (1973)
- The Six Million Dollar Man, regia di Richard Irving – film TV (1973) - non accreditato
- Shazam! – serie TV, 1 episodio (1975)
- L'uomo da sei milioni di dollari (The Six Million Dollar Man) – serie TV, 1 episodio (1975)
- La casa nella prateria (Little House on the Prairie) – serie TV, 8 episodi (1975-1977)
- Project UFO – serie TV, 1 episodio (1978)
- The Next Step Beyond – serie TV, 1 episodio (1979)
- Un uomo come lui (Very Like a Whale), regia di Alan Bridges – film TV (1980)
- Masquerade – serie TV, 1 episodio (1984)
- Mike Hammer investigatore privato (The New Mike Hammer) – serie TV, 1 episodio (1986)
- Starman – serie TV, 1 episodio (1987)

## Doppiatori italiani
Nelle versioni in italiano delle opere in cui ha recitato, Radames Pera è stato doppiato da:
- Massimo Rinaldi in Alba Rossa
- Tony Fusaro in La casa nella prateria